# Браккель
Браккель (нем. Brackel) — община в Германии, в земле Нижняя Саксония.
Входит в состав района Харбург. Подчиняется управлению Ханштедт. Население составляет 1704 человека (на 31 декабря 2010 года). Занимает площадь 13,91 км².
Коммуна подразделяется на 2 сельских округа.